# Lidenne
Der Lidenne ist ein kleiner Fluss in Frankreich, der im Département Haute-Loire in der Region Auvergne-Rhône-Alpes verläuft. Er entspringt im Regionalen Naturpark Livradois-Forez, an der Gemeindegrenze von Sainte-Eugénie-de-Villeneuve und Jax, entwässert generell Richtung Nordwest und mündet nach rund 17 Kilometern an der Gemeindegrenze von Paulhaguet und Salzuit als linker Nebenfluss in die Senouire.

## Orte am Fluss
(Reihenfolge in Fließrichtung)
- Sainte-Eugénie-de-Villeneuve
- Boisseuges, Gemeinde Chavaniac-Lafayette
- Soulages, Gemeinde Chavaniac-Lafayette
- Azinières, Gemeinde Saint-Georges-d’Aurac
- Flaghac, Gemeinde Saint-Georges-d’Aurac
- Oussoulx, Gemeinde Couteuges
- Plaisance, Gemeinde Couteuges
- Paulhaguet
- Lespinasse, Gemeinde Salzuit

## Sehenswürdigkeiten
- Château de Chavaniac, Schloss mit Ursprüngen aus dem 14. Jahrhundert am Flussufer bei Chavaniac-Lafayette – Monument historique[4]
- Château de Flaghac, Schloss mit Ursprüngen aus dem 11. Jahrhundert am Flussufer bei Saint-Georges-d’Aurac – Monument historique[5]